# Hahnburg
Hahnburg ist ein Ortsteil des niederbayerischen Marktes Ruhmannsfelden im Landkreis Regen.

## Geographie
Der Weiler liegt etwa einen Kilometer westlich des Hauptortes. Von der Kreisstraße REG 16 biegt eine Stichstraße nach Hahnburg ab.